# Seznam vrcholů v Jablunkovském mezihoří

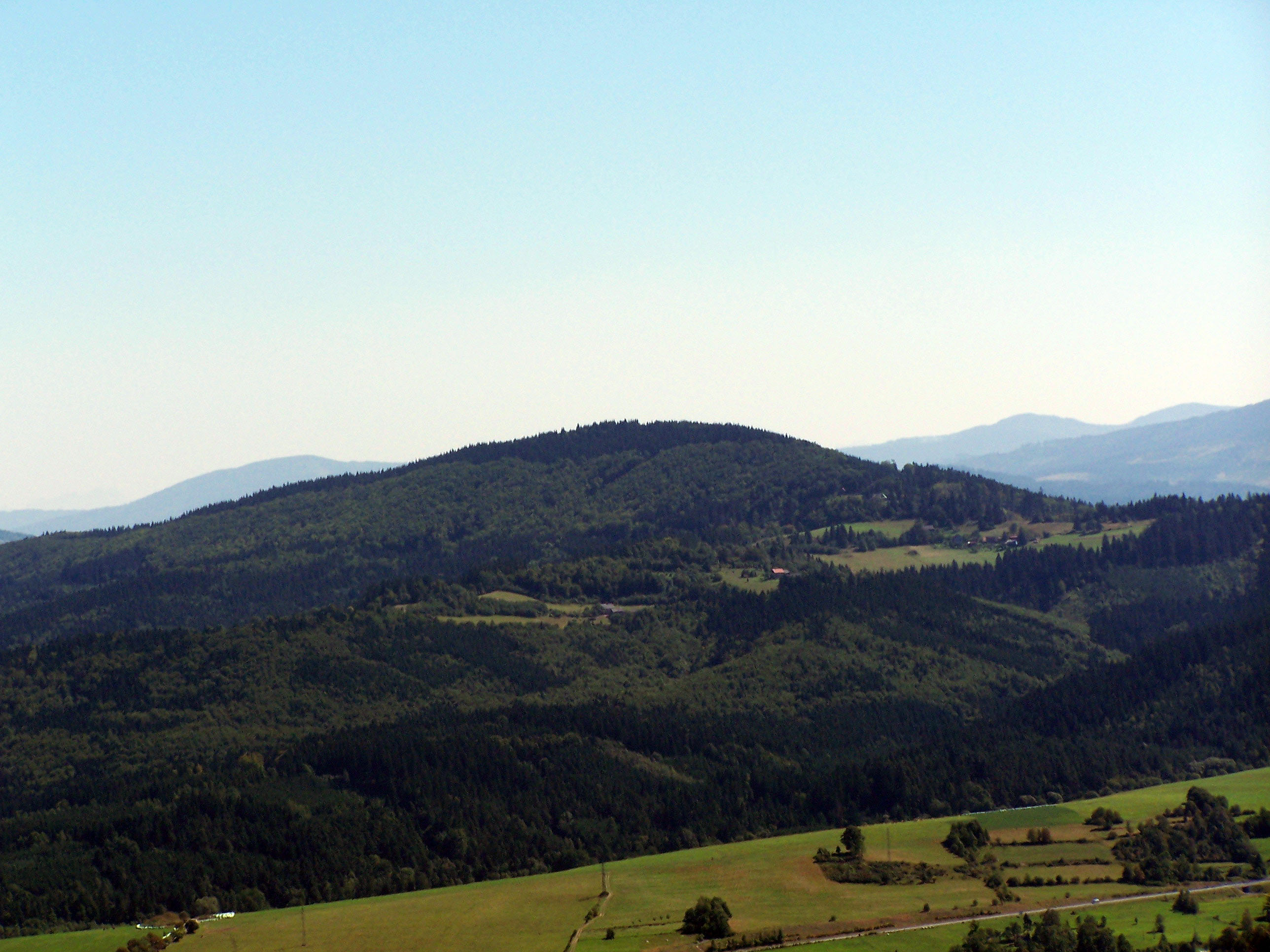
Girova (840 m)

Seznam vrcholů v Jablunkovském mezihoří obsahuje pojmenované jablunkovské vrcholy. Seznam je založen na údajích dostupných na stránkách Mapy.cz a ze základních topografických map ČR. Jako hranice pohoří byla uvažována hranice stejnojmenného geomorfologického celku. Seznam postihuje pouze českou část pohoří.

## Seznam vrcholů podle výšky
| #   | Vrchol          | Výška m n. m. | Souřadnice                       | Přístup                   |
| --- | --------------- | ------------- | -------------------------------- | ------------------------- |
| 1.  | Girova          | 840           | 49°31′54″ s. š., 18°47′59″ v. d. | neznačeno                 |
| 2.  | Komorovský Grúň | 738           | 49°32′04″ s. š., 18°56′02″ v. d. | červená turistická značka |
| 3.  | Studeničný      | 718           | 49°31′40″ s. š., 18°46′52″ v. d. | neznačeno                 |
| 4.  | Na Dílech       | 702           | 49°31′59″ s. š., 18°50′35″ v. d. | neznačeno                 |
| 5.  | Fojtský grúň    | 676           | 49°31′27″ s. š., 18°46′01″ v. d. | neznačeno                 |
| 6.  | Zápověď         | 642           | 49°30′53″ s. š., 18°45′39″ v. d. | neznačeno                 |
| 7.  | Sušský vrch     | 619           | 49°32′26″ s. š., 18°50′52″ v. d. | neznačeno                 |
| 8.  | Šance           | 608           | 49°31′02″ s. š., 18°49′45″ v. d. | neznačeno                 |
| 9.  | Zelená          | 604           | 49°33′08″ s. š., 18°46′50″ v. d. | neznačeno                 |
| 10. | Praženková      | 584           | 49°30′02″ s. š., 18°46′21″ v. d. | neznačeno                 |

## Seznam vrcholů podle prominence
Jablunkovské mezihoří je nejmenším pohořím v Česku a tvoří ho jen masiv Girové a jejích vedlejších vrcholů. Girova je proto jedinou horou s výraznou prominencí (relativní výškou) – její hodnota je 235 metrů. Ostatní hory mají prominenci výrazně pod 100 metrů – druhá je Zelená (72 metrů) a třetí je Studeničný (30 metrů). Druhý nejvyšší vrchol Komorovský Grúň má prominenci pouze 2 metry a jde tedy spíše o spočinek.
| #  | Vrchol | Výška m n. m. | Promi- nence | Izolace (km)  | Souřadnice                       | Přístup   |
| -- | ------ | ------------- | ------------ | ------------- | -------------------------------- | --------- |
| 1. | Girova | 840           | 235          | 05,5 → Skalka | 49°31′54″ s. š., 18°47′59″ v. d. | neznačeno |